# Sugar (série télévisée)
Pour les articles homonymes, voir Sugar.
Sugar est une série télévisée américaine créée par Mark Protosevich et diffusée depuis le 5 avril 2024 sur Apple TV+.

## Synopsis
John Sugar est un détective privé qui enquête sur la mystérieuse disparition d'Olivia Siegel, la petite-fille du légendaire producteur Jonathan Siegel. Alors que Sugar tente de découvrir ce qui est arrivé à Olivia, il découvre également les secrets de la famille Siegel ; certains très récents, d’autres enfouis depuis longtemps.

## Distribution

### Principaux
- Colin Farrell (VF : Boris Rehlinger) : John Sugar
- Kirby Howell-Baptiste (VF : Fily Keita) : Ruby
- Amy Ryan (VF : Micky Sébastian) : Melanie Mackie
- Dennis Boutsikaris (VF : Bernard Alane) : Bernie Siegel
- Alex Hernandez (VF : Max Geller) : Kenny
- James Cromwell (VF : Philippe Ariotti) : Jonathan Siegel

### Récurrents
- Sydney Chandler (VF : Sarah Barzyk) : Olivia Siegel
- Eric Lange (VF : Yann Sundberg) : Stallings
- Anna Gunn (VF : Marjorie Frantz) : Margit
- Paula Andrea Placido (VF : Christine Braconnier) : Charlie

### Invités
- Miguel Sandoval : Thomas Kinsey
- Natalie Alyn Lind : Rachel Kaye
- Nate Corddry (en) (VF : Gwendal Anglade) : David Siegel
- Elizabeth Anweis (VF : France Renard) : Mme Siegel
- Jason Butler Harner : Henry
- Adrian Martinez : Glen
- Massi Furlan (en) : Carlos
- Scott Lawrence (en) (VF : Daniel Njo Lobé) : Dr Vickers
- Jonathan Slavin (en) (VF : François Bergeron) : Everett Roberts
- Paul Schulze : Miller
- Cameron Cowperthwaite (VF : Cédric Dumond) : Ryan Pavich

Version française dirigée par Stefan Godin au studio Dubbing Brothers, d'après une adaptation des dialogues de Csilla Fraichard et Alexa Donda.
 Source et légende : version française (VF) sur RS Doublage et cartons du doublage français.

## Épisodes

### Saison 1 (2024)
1. Olivia
2. Nouveau monde (These People, These Places)
3. Shibuya Crossing
4. L'Idéaliste (Starry-Eyed)
5. Banni (Boy in the Corner)
6. Rentrer chez soi (Go Home)
7. Amis ou ennemis (The Friends You Keep)
8. Adieu (Farewell)